# 俞维华
俞维华，国民政府女参议员，CC派，于1938年6月29日在武汉遇刺身亡。她遇刺前似乎参与停止“四川省妇女抗敌后援会战地服务团”第一队的工作，此服务团据信是新四军的外围组织。
1942年四川宜宾商报社出版有五幕剧《李世杰与俞维华》（又名：胜利第一），1942年3月初版，杨枝著。